# Arvo Animation
Arvo Animation (株式会社アルボアニメーション?, Kabushiki-gaisha Arubo Animēshon) è uno studio di animazione giapponese fondato nel luglio 2017 con sede a Suginami, a Tokyo.

## Produzioni

### Serie TV

Logo della serie We Never Learn.

| Titolo                               | Inizio prima visione | Fine prima visione | Episodi | Note e fonti          |
| ------------------------------------ | -------------------- | ------------------ | ------- | --------------------- |
| We Never Learn                       | 7 aprile 2019        | 29 dicembre 2019   | 26      | [ N 1 ] [ N 2 ] [ 2 ] |
| Monster Girl Doctor                  | 12 luglio 2020       | 27 settembre 2020  | 12      | [ 2 ]                 |
| Tsuki to Laika to Nosferatu          | 4 ottobre 2021       | 20 dicembre 2021   | 12      | [ 2 ]                 |
| A Returner's Magic Should Be Special | 8 ottobre 2023       | 24 dicembre 2023   | 12      | [ 2 ]                 |
| Kowloon Generic Romance              | 5 aprile 2025        | -                  | 4       |                       |

### OAV ed ONA
| Titolo                      | Data di pubblicazione            | Episodi | Note e fonti  |
| --------------------------- | -------------------------------- | ------- | ------------- |
| Hanasaku Kizuna no Romantan | 1º settembre 2018                | 1       | [ N 3 ] [ 2 ] |
| We Never Learn: BOKUBEN     | 1º novembre 2019 - 3 aprile 2020 | 2       | [ 3 ] [ 4 ]   |